# ثقسفت ندهار
إعسـوثـن أو قرية إعوادن ثاقسفت ن ادهار هي منطقة توجد في وسط ثقسفت ندهار التي تنتمني لجماعة بني مرغنين التابعة لإقليم ادريوش في المغرب، وتقع على منحدر بالقرب من الطريق الرئيسي المار من المنطقة 
و يوجد في هذه المنطقة الكثير من الأبنية السكنية الجديدة و القديمة 
و تجدر الإشارة إلى أن جل العائلات القاطنة بهذه المنطقة تسمى بهذا الاسم.

صورة لمسجد القرية يوجد مسجد ثقسفت ندهار في وسط القرية في منطقة مرتفعة بحيث يمكن رؤيته من أي مكان في القرية وخارجها وقد بني هذا المسجد منذ زمن بعيد وفي الثمانينات تم بناء الصومعة التي تشبه إلى حد كبير إحدى منارات الحرم المكي ويتميز هذا المسجد ببنائه على الطريقة العصرية ويتوفر على قاعة للصلاة تتسع لأزيد من ألف مصلي مجهزة بسجاد أرضي يحمي من البرد ومروحيات هوائية تساعد على التخفيف من درجة الحرارة أثناء الصيف ويتوفر المسجد أيضا على قاعة للوضوء مجهزة بأحدث التجهيزات ويوجد في هذا المسجد أيضا العديد من البيوت منها بيت خاص للفيقه وبيوت للطلبة وبيت للمطبخ وبيت للتعليم يستخدم لتعليم الأطفال الصغار الذين لم يحن بعد موعد تسجيلهم بالمدرسة وفي هذا المسجد يتم أداء الصلوات الخمس وخطبة الجمعة وصلاة العيد أيضا كما يستخدم أيضا لمزيد من المصالح العامة للناس

## تسمية
يرجع أصل هذه الكلمة يعتقد أنه آت من كلمة القصبة أو كلمة أعواد، ومعناهما واحد
فيعتقد أنه كان قديما أناس هذه المنطقة يعتمدون بشكل أساسي على القصب والأعواد في تدفئتهم،و في مطبخهم اليومي، أو لربما هذه المنطقة كانت تتوفر على كميات كثيرة من القصب والأعواد، و هذا واضح جدا من خلال التدقيق في معنى هذه الكلمة، وللإشارة فإن كلمة القصب والأعواد تسمى بالأمازيغية إكشوظن

## جفرافيا
أما من ناحية الموقع الجغرافي فإن قرية إعوادن ثاقسفت ن ادهار تقع على مرتفع صخري، يمكنها من البقاء آمنة من كل الفياضانات، ومناخها معتدل، وهوائها نقي كغيرها من القرى الريفية.

## السكان
أما من ناحية الكثافة السكانية فتعتبر هذه القرية من القرى الكبيرة من ناحية الكثافة السكانية في تمسمان، ويبلغ تعداد سكانها ما يقارب الألف نسمة على وجه التقدير وليس لدينا إحصاءات رسمية موثقة.

## اقتصاد
و يعتمد سكان القرية في عيشهم على مختلف المصادر والمداخل كل حسب ما لديه
فتجد الكثير من الناس يعملون في مجال البناء بكل تخصصاته من بناء وزليج وجبس وكهرباء وإلى غير ذلك، والبعض يعمل في المجال التعليمي والتدريس، وتتوفر القرية على عدد لا يستهان به من المعلمين والأساتذة بعضهم متواجد في القرية والبعض يعمل خارجها في أماكن أخرى. والبعض يمارس النشاط الفلاحي، والبعض يعمل في الميدان التجاري في مختلف المجالات وتتوفر المنطقة على ما يزيد عن ستة عشرة محلا تجاريا للمواد الغذائية وغيرها.
تتوفر القرية على بعض الورش الميكانيكية، وبعض صالات الحلاقة، وبعض المقاهي، وتتوفر القرية أيضا على مخبزة ومطحنتين للقمح والشعير، كما أن إسهامات مواطنيها القاطنين بالخارج بتحويلاتهم المالية لذويهم تساعد بشكل أو بآخر على تنمية اقتصاد المنطقة والدفع قدما بعجلة التنمية.

## بنية تحتية

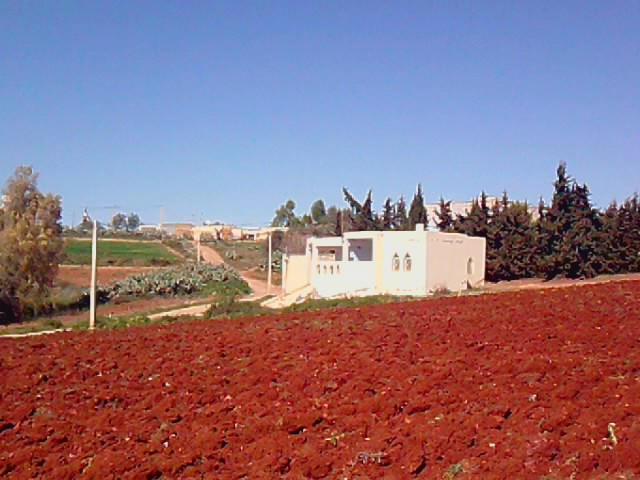
صورة من منطقة إجار أزواغ حيث يتواجد مستشفى المنطقة

دون أن ننسى في طبيعة الحال أن القرية 
و من ناحية بعض المرافق الأساسية العمومية نجد:
- توفر القرية أيضا على مستشفى يقدم الإسعافات الأولية لساكنة القرية ولكل الدواوير المجاورة.
- تتوفر على مؤسسة تعليمية تسمى مجموعة مدارس سيدي علي العوادي، وتقع بالقرب من المسجد، وفيها حتى السنة السادسة من التعليم الابتدائي، ولمن يرغب في متابعة دراسته فعليه التوجه للثانوية الإعدادية في بلدة بودينار المجاورة التي تبعد عن المنطقة بحوالي خمس أوست كيلومترات.
- يوجد في القرية أيضا ملعب لكرة القدم يمتد على مساحة شاسعة وتقام فيه من حين لآخر بعض المباريات، ويلعب فيه أطفال وشباب المنطقة، وهو ملعب واسع لكنه ليس فيه أية تجهيزات ما عدا العارضتين، وتتوفر القرية على جمعية كانت قد أسست قبل بضع سنين.

بعض الخدمات الموجودة في المنطقة:
- خدمات الكهرباء في المنطقة:

تتوفر القرية كغيرها من مناطق المغرب على شبكة الكهرباء يتم من خلالها تزويد كل الساكنة بحاجتهم من الظاقة الكهربائية
لكن هذه الشبكة لا يؤمن شرها !
فلا تدري في أي لحظة يتم قطع الكهرباء من دون سابق إنذار..
كما أن الكثير من مصابح الشارع لا تعمل..
و أحيانا تعمل في الصباح وتنطفيء في الليل !!
و يعاني الكثير من الناس من الطريقة التي يتم التعامل معهم من طرف المسؤولين على أداء فاتورة الكهرباء..
فأحيانا يجمعون لهم الحساب دفعة واحدة وهذا ما يسبب في صعوبة كبيرة على جيوب المواطن البسيط
- شبكة الاتصالات في المنطقة:

تتمتع المنطقة بتغطية شاملة من طرف كل شركات الاتصالات
و هي جوال وميديتل وإنوي
حيث تم مؤخرا تزيود المنطة برادارات هوائية لتقوية الاتصال اللاسلكي
أما شبكة الإنترنت فغير متوفرة حاليا..
و قد تم ربط المنطقة ببودينار والساحلي عبر الكابل الذي مر من القرية تحت الأرض
لكنه لا يعمل لحد الآن
لأنهم لم ينتهوا بعد من العمل فيه...
و رغم ذلك فإن الأنترنت 3 جي في القرية لا بأس به
و بإمكان أي إنسان الولوج إلى الأنترنت فقط من خلال الموديم العادي..
- أهم مصادر المياه في القرية:

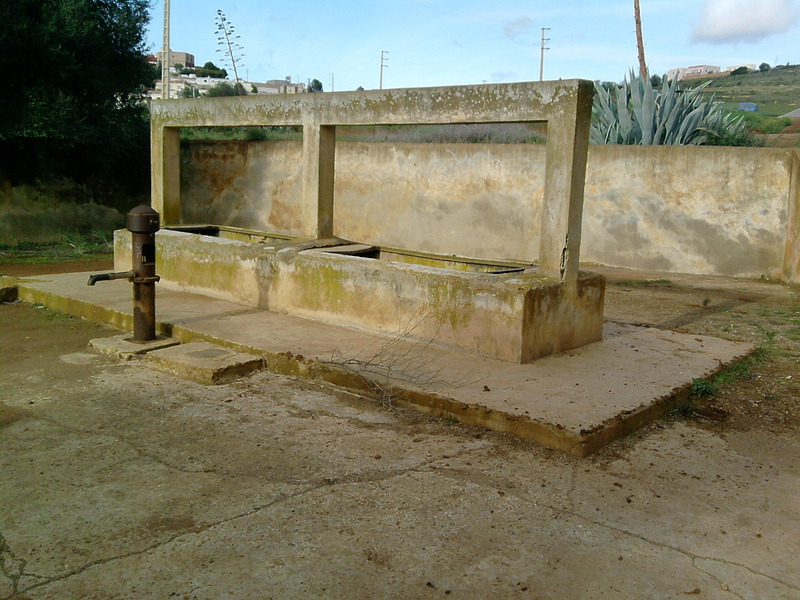
أنو ن اجماعث.. البئر الجماعي: هذا البئر منه كانت الساكنة تستقي مياهها الصالحة للشرب.. أما الآن فقد تلوث نتيجة الكثير من الأعمال التخريبية.. رغم عدة محاولات لإصلاحه من طرف محسني المنطقة

تعتمد القرية لكي تعيش على مصادر من المياه
و خاصة من آبار منطقة (أنو) المتواجدة جنوب المنطقة في مكان منخفض
و يوجد في هذا الخط المائي العديد من الأبار ومنها يستقي أصحاب الشاحنات المياه ومن ثم يبيعونها للساكنة بثمن 60 أو 70 درهم
كما أن لبعض الساكنة أبار في ملكيتهم الخاصة
و لحد الآن لم يتم تزويد القرية بالماء الصالح للشرب..

## تقسيم
و تنقسم هذه القرية إلى عدة أماكن صغيرة منها:
- ادهار إمغناج
- أندرا ن تحانوت
- أزراغ ن سدي
- أدما نوانو
- أروث
- أقوير نرهادي
- سيدي مسعود
- جهة الملعب
- ثارا ثمدجاحت
- ثسدجيا نوانو
- إجار أزواغ

### مناطق
بعض المناطق المشهورة بالقرية:
ثارا ثمدجاحت أو العين المالجة، وسميت بهذاالاسم لأن ماؤها كان مالحا، أما الآن فقد غارت ولم يعد فيه أي مياه، توجد هذه المنطقة شمال شرق قرية ثقسفت ندهار بالقرب من منطقة ثيعورا ومنطقة ادهار إمغناج وقد كانت هذه المنطقة في القديم عندما كان ما زال فيها الماء، كان الناس يأتون إلى هنا للتصبين وأخذ المياه إلى أماكن أخرى..أماالآن فقد بقيت هذه المنطقة خالية ولا يأتي إليها أي شخص، لان يوجد فيها مياه، نظرا لقلة التساقطات التي تشهدها المنطقة.
منطقة أقوير نرهادي:
توجد جنوب غرب قرية إعواذن ثقسفت ندهار، وهي عبارة عن هضبة صغيرة ومرتفعة شيئا ما عن بقية أجزاء القرية، حيث يمكن من هذا المكان رؤية القرى المجاورة مثل إهرامن وعيمكثير وأمدور وغير ذلك من الأماكن القريبة، وتعد هذه المنطقة معروفة ومشهورة لدى كل أفراد القرية لأن الكثير من الناس يقصدونها أثناء جولتهم المسائية سواء بمفردهم أو مع الأصدقاء، أما سبب تسمية المكان بهذا الاسم (أقوير نرهادي) فلا توجد معلومات مؤكدة حول أصل هذه التسمية، حيث يعتقد اليعض أنه كان هناك أقوير مملوك لأحد السكان، المسمى رهادي.
منطقة أزاراغ ن سيدي: توجد شمال القرية وهي عبارة عن منخفض وخندق يحد القرية من جهة الشمال بالقرب من قرية أيت ماشت وكذلك بعض المناطق المجاورة لها، وهذا الاسم كان يطلق على هذا المكان منذ القديم، وليس لدينا معلومات مفصلة عن سبب هذه التسمية بالضبط لهذا المكان.
منطقة ثيعورا: وتعني التلال باللغة الأمازيغية الريفية تتواجد في شمال قرية ثقسفت ندهار في تمسمان إقليم ادريوش شمال المملكة المغربية كانت هذه المنطقة في قديم الزمان منطقة يتم الاهتمام بها وذلك بزرعها وغرس الأشجار المناسبة مع تربتها الترس إلا أن الآن طالها الإهمال ولا أحد يهتم بها، وقد كان هذا الاهتمام يولى بهذه المنطقة من طرف الدولة المغربية حيث كان يتم توظيف الكثير من الشباب الذين لا عمل لهم للعمل هنا في هذا المكان وهذا شيء جيد حيث يتم التخلص من آفة البطالة ويتم إيجاد فرص عمل لكل متسكع وفي نفس الوقت فإن هذه المنطقة كانت تبدو رائعة وجميلة.
منطقة أندرا نتحانوت:
هي منطقة معروفة منذ قديم الزمن، وقد سميت بهذا الاسم لأنها تتوفر على مجموعة من الدكاكين منذ زمن بعيد، ولا زالت تتوفر عليها لحد الآن..إضافة إلى كونها تقع وسط القرية، وهذا ما جعل منها مكانا معروفا حيث كان الناس يلتقون هنا من أجل القهوة والحديث وغير ذلك..

## معيشة
الحالة المعيشية للساكنة والجو العام: تعتبر القرية منطقة هادئبة وجذابة ومريحة من الناحية الطبيعية والجوية والمناخية..أما من حيث الناحية الاقتصادية وغير ذلك وكذلك فرص العمل فإن القرية تعاني معاناة كبيرة في هذا المجال
جيث أن ما يقارب الأربعين بالمائة من السكان هم من عداد المهاجرين سواء إلى الخارج أو إلى أماكن أخرى من المغرب..ولولا الهجرة لبقي الكثير من الشباب هنا من دون أي مصدر للحصول على المال..تتميز القرية أيضا بجوها الآمن ولا تسجل أي جرائم ولا أي محاولات للإجرام، لأن جل أناس المنطقة واعون ومثقفون ولا يتجرؤون على هذا النوع من التصرفات..، إلا ان مشكل البطالة بات شبحا يهدد الكثير من الناس وخاصة الشباب..

## معالم
- ضريح سيذي مسعود: هو ضريح مشهور يتواجد في هذه المنطقة، وقد بني هذا الضريح منذ زمن بعيد جدا بحيث لا يوجد من يتذكر تاريخ بنائه، وكان لهذا المكان مكانة خاصة لدى الكثير من الناس وخاصة في زمن الجهل وانعدام العلم والمعرفة، وكان جل الناس يأتون إلى هذا الضريح والكل يطلب حاجته جاعلين منه واسطة بينهم وبين الله.

## معرض صور

صورة من منطقة ثارا ثمدجاحت حيث يظهر في الصورة أحد أخطر الطرق في المنطقة التي يتوجب الحذر منها من الوقوع في الخندق!

صورة منوعة من ثقسفت

صورة منوعة من ثقسفت

صورة من منطقة ما بين إجار أزواغ وأندرا نتحانوت

صورة لمنطقة ثيعوا الموجودة خارج القرية

منطقة ثيعورا THI3OURA وتعني التلال باللغة الأمازيغية الريفية تتواجد في شمال قرية ثقسفت ندهار كانت هذه المنطقة في قديم الزمان منطقة يتم الاهتمام بها وذلك بزرعها وغرس الأشجار المناسبة مع تربتها الترس إلا أن الآن طالها الإهمال ولا أحد يهتم بهاوقد كان هذا الاهتمام يولى بهذه المنطقة من طرف الدولة المغربية حيث كان يتم توظيف الكثير من الشباب الذين لا عمل لهم للعمل هنا في هذا المكان وهذا شيء جيد حيث يتم التخلص من آفة البطالة ويتم إيجاد فرص عمل لكل متسكع وفي نفس الوقت فإن هذه المنطقة كانت تبدو رائعة وجميلة.

صورة جوية للمنطقة

صورة قديمة لما يسمى ضريح سيذي مسعوذ الذي كان موجودا في المنطقة.. أما الآن فلم يعد موجودا ما عدا بقايا أثرية متهدمة فقط..

ضريح ما يسمى بـ سيذي مسعوذ بعد تهدمه وسقوطه واندثاره كليا..

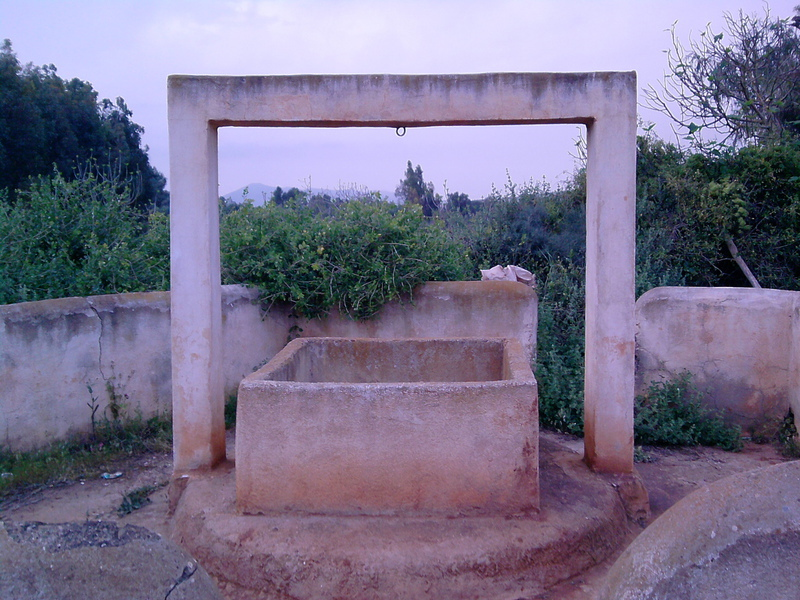
صورة لـ أنو ن سيذي ارخيا الموجود جنوب القرية.. هذا البئر كان في الماضي مصدرا حيويا لاستقاء المياه من طرف كل الساكنة.. أما الآن فقد غار ماؤه ولم يعد فيه شيئا وبقي فقط مرمى للنفايات! لأن يد العبث طالته.. ولم يتم الإهتمام به لحد الآن..

صورة شاملة تظهر جل منطقة ثقسفت

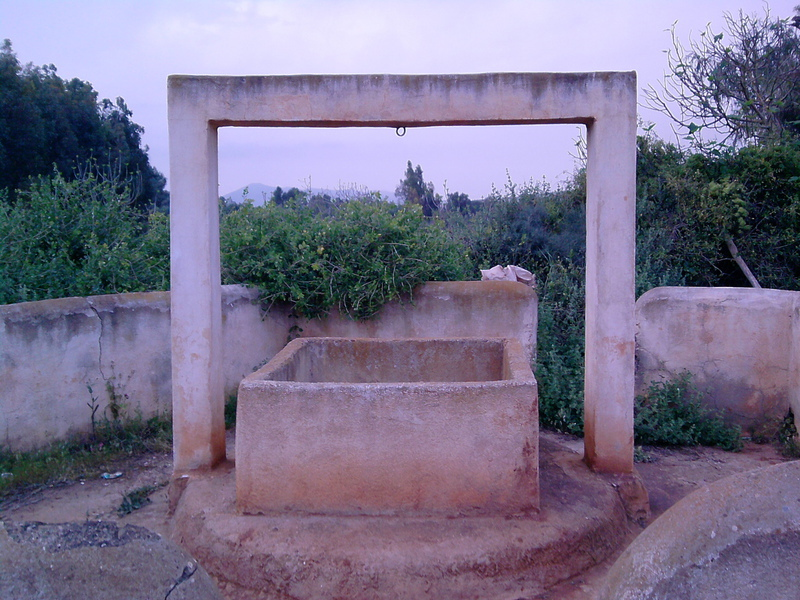
صورة لـ أنو ن سيذي ارخيا الموجود جنوب القرية.. هذا البئر كان في الماضي مصدرا حيويا لاستقاء المياه من طرف كل الساكنة.. أما الآن فقد غار ماؤه ولم يعد فيه شيئا وبقي فقط مرمى للنفايات! لأن يد العبث طالته.. ولم يتم الإهتمام به لحد الآن..

منطقة أنو أو (إسماعر) منطقة أنو هي منطقة زراعية ويوجد فيها الماء بكثرة وبغزارة توجد جنوب قرية إعواذن ويوجد في هذا المكان الكثير من الآبار المائية التي يعتمد عليها الناس حيث أن الحزام المائي التحت أرضي يبدأ من منطقة تربيعت ويمر من هنا وصولا إلى منطقة ثاسدجيا نوانو كل هذه المنطقة وما جاورها تنعم بوفرة المياه الباطنية والجوفية وهذا ما جعل منها منطقة زراعية بامتياز مقارنة مع بقية المناطق